# Skala tenowa
Skala tenowa – skala testu psychologicznego znormalizowana tak, aby średnia w populacji wynosiła 50, a odchylenie standardowe 10. Obejmuje swoim zasięgiem od -5 do +5 odchyleń standardowych w rozkładzie normalnym.
Uważa się, iż wartości pomiędzy 40 a 60 oznaczają, iż dana wielkość jest w granicach normy. Wychylenia poza te granice mogą oznaczać chorobowe nasilenie danej cechy.
Skale tenowe są używane na przykład w teście MMPI-2.